# The Walkers
The Walkers waren eine niederländische Country-Rock- und Popgruppe der 1970er Jahre.

## Biografie
Die Band ging 1963 aus einer Formation namens The Mosam Skiffle Group hervor und spielte Popmusik mit Skiffle-Akzent, die durch die etwas später zur Gruppe gekommene Sängerin Jean Innemee geprägt wurde. Die Single There’s No More Corn on the Brasos war der erste Charterfolg und erreichte im Februar 1971 Platz vier in den Niederlanden. Vier Monate später folgte mit My Darling Helena! ein weiterer Hit auf Platz vier der heimatlichen Hitparade. Der dritte Top-10-Hit, Taboo, schaffte es im August 1972 in den Niederlanden auf Platz acht und stieg im Oktober auf Platz 38 der deutschen Singlecharts.
Als 1973 René Innemee zu The Walkers stieß, änderte die Gruppe ihren musikalischen Stil in Richtung Country, blieb aber weiterhin erfolgreich. Dance of Love erreichte im August 1973 Platz zehn, Oh, Lonesome Me im Januar 1974 Platz zwölf und Jack of Diamond im Mai Platz 21 der holländischen Charts.
Im Jahr 1977 gehörten The Walkers neben The Classics und Rainbow zu den ersten Preisträgern bei Limburgs Vastelaovesleedjes Konkoer, einem jährlichen Wettstreit um das beste Karnevalslied. Das von Jean Innemee komponierte Vaan Eèsjde tot de Mookerhei ist bis heute ein gefragter Hit in der fünften Jahreszeit. Mit dem Titel Ramona te quiero kehrte die Band im September des Jahres ein letztes Mal in die niederländische Hitparade zurück, diesmal auf Platz 21.
The Walkers existierten bis 1979. Die Nachfolgeformation The Press hatte Anfang der 1980er Jahre zwei Hitsingles in den Niederlanden (I’m Gonna Shoot the Deejay und Cantara Pepe).

## Mitglieder
Anfang der 1970er Jahre
- Maddy Bleize – Akkordeon, Schlagzeug, Gesang
- Leo Steinbusch – Gitarre, Trompete, Bass, Gesang
- Jean Innemee – Bass, Gitarre, Mundharmonika, Gesang
- Adrie Coenen – Gitarre, Bouzouki, Gesang
- Conny Peters (* 13. November 1947) – Saxophon, Klarinette, Flöte, Tasteninstrumente, Gesang

Spätere Mitglieder
- John Coenen –	Bass, Gitarre, Mundharmonika, Gesang
- Loek van Heijster – Schlagzeug
- Michel Nita – Bass, Flügelhorn, Gitarre, Perkussion, Klavier, Trompete, Gesang
- René Innemee – Dobro, Gitarre, Bouzouki, Gesang
- Jan Franssen – Schlagzeug, Gesang
- Fred Limpens – Gitarre, Trompete, Gesang
- Floor Minnaert (eigentlich Florimondus Petrus Augustinus Maria Minnaert) – Flöte, Saxophon, Tasteninstrumente, Gesang
- Andre Smith – Bass
- Pie Limpens – Saxophon
- Hammy Lipsch – Saxophon, Klarinette, Flöte

## Diskografie

### Alben
- 1970: Skiffle Train
- 1971: My Darling Helena!
- 1972: There’s No More Corn on the Brasos
- 1974: Family Reunion
- 1974: 10 jaar
- 1974: Jack of Diamonds
- 1976: Silhouettes
- 1978: 74 – 78
- 1979: Pregnancy

### Kompilationen
- 1972: The Best Of (EMI)
- 1972: The Best Of (Killroy)
- 1975: Greatest Hits
- 1977: Greatest Hits
- 1979: Gouden troeven
- 1984: The Best of the Walkers
- 1987: An Hour of the Walkers
- 1998: Family Reunion
- 2000: History
- 2003: Hollands Glorie
- 2010: Greatest Hits (2 CDs)

### Singles
| Jahr | Titel Album                                      | Höchstplatzierung, Gesamtwochen, AuszeichnungChartplatzierungen (Jahr, Titel, Album, Platzierungen, Wochen, Auszeichnungen, Anmerkungen) | Höchstplatzierung, Gesamtwochen, AuszeichnungChartplatzierungen (Jahr, Titel, Album, Platzierungen, Wochen, Auszeichnungen, Anmerkungen) | Anmerkungen |
| Jahr | Titel Album                                      | DE | NL | Anmerkungen |
| ---- | ------------------------------------------------ | --- | --- | ----------- |
| 1971 | There’s No More Corn on the Brasos Skiffle Train | — | NL4 (10 Wo.)NL |             |
| 1971 | My Darling Helena!                               | — | NL4 (10 Wo.)NL |             |
| 1972 | Taboo The Best Of                                | DE38 (3 Wo.)DE | NL8 (9 Wo.)NL |             |
| 1973 | Dance of Love The Best Of                        | — | NL10 (8 Wo.)NL |             |
| 1974 | Oh, Lonesome Me Family Reunion                   | — | NL12 (7 Wo.)NL |             |
| 1974 | Jack of Diamond Family Reunion                   | — | NL21 (5 Wo.)NL |             |
| 1977 | Ramona te quiero 74 – 78                         | — | NL22 (5 Wo.)NL |             |

Weitere Singles
- 1970: Lijpe Harrie (Armand & the Walkers)
- 1970: Mademoiselle Ninette
- 1970: My Dear Ann
- 1970: The Night
- 1971: Nobody Loves Like an Irishman
- 1971: Who Killed the Fish from the Michigan Lake
- 1972: Tabu (deutsche Version von Taboo, als Die Walkers)
- 1973: I Adore Her
- 1974: Drums of Bora Bora
- 1975: Memphis Tennessee
- 1976: Visit My Castle
- 1977: It’s so Crazy
- 1977: Vaan Eysde tot de Mokerhei (mit The Classics und Rainbow)
- 1977: Rock On
- 1979: Woman
- 1979: Rumour at the Honky Tonk
- 1980: Dubbelgoud 55
- 1988: Indian Dance (mit Jean Innemee)
- 1990: High Time We Went